# Scleroplea cliviae
Scleroplea cliviae är en svampart som beskrevs av Oudem. 1900. Scleroplea cliviae ingår i släktet Scleroplea och familjen Pleosporaceae.   Inga underarter finns listade i Catalogue of Life.